# Aeschnosoma elegans
Aeschnosoma elegans – gatunek ważki z rodziny szklarkowatych (Corduliidae). Występuje na terenie Ameryki Południowej.